# Diabli Żleb (Tatry Bielskie)

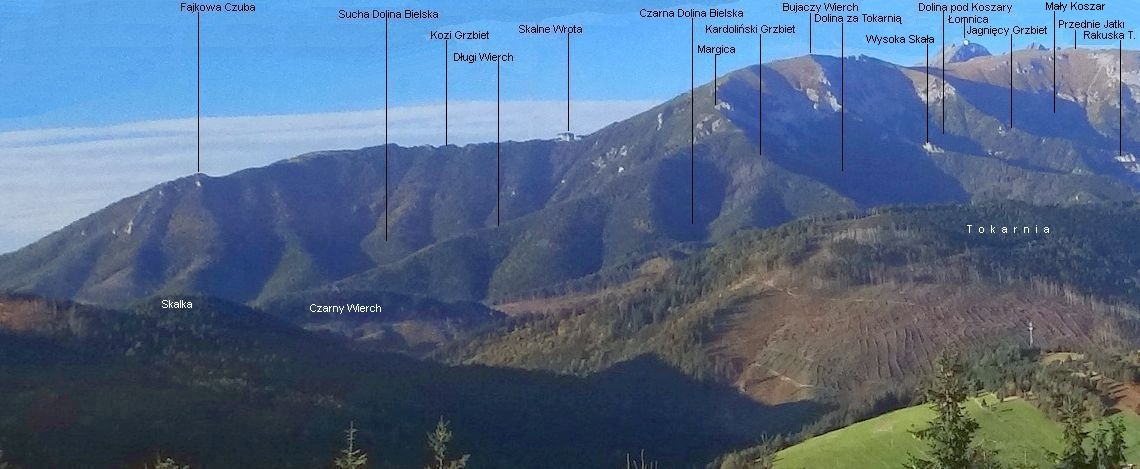
Diabli Żleb widoczny po prawej stronie napisu Dolina pod Koszary

Diabli Żleb (niem. Teufelschlucht, słow. Diablov žľab, węg. Ördög-vályú) – żleb w górnej części Doliny pod Koszary w słowackich Tatrach Bielskich. Opada z Zadniego Diablego Grzbietu w kierunku wschodnim z odchyleniem na północ (NEE). Diabli Żleb w górnej części rozgałęzia się na trzy koryta. Główna odnoga podchodzi pod Przełęcz nad Siką, dwie pozostałe zaczynają się w dolnej części Zadniego Diablego Grzbietu. Mniej więcej w połowie długości ramiona żlebu łączą się i jednym korytem żleb uchodzi do Doliny pod Koszary. Ujście znajduje się zaraz poniżej progu Wielkiego Koszaru. Orograficznie prawe ograniczenie Diablego Żlebu tworzy grzęda Zadniego Diablego Grzbietu, oddzielająca go od Wielkiego Koszaru. Od strony żlebu poderwana jest pasem urwistych ścianek.
Diabli Żleb znajduje się na obszarze ochrony ścisłej Tatrzańskiego Parku Narodowego. Autorem jego nazwy jest Władysław Cywiński. Diabelskie nazewnictwo w Dolinie pod Koszary pochodzi od dawnj nazwy Wielkiego Koszaru – Diabli Koszar.